# Fanil Ramajewitsch Sungatulin
Fanil Ramajewitsch Sungatulin (russisch Фаниль Рамаевич Сунгатулин; * 24. Dezember 2001 in Jarkowo) ist ein russischer Fußballspieler.

## Karriere

### Verein
Sungatulin begann seine Karriere bei Spartak Moskau. Im Mai 2019 debütierte er für die zweite Mannschaft Spartaks in der Perwenstwo FNL. Zur Saison 2020/21 rückte er fest in den Kader von Spartak-2 und kam in jener Saison zu 16 Zweitligaeinsätzen. Im Oktober 2021 stand er erstmals im Kader der Erstligamannschaft der Moskauer. Sein Debüt in der Premjer-Liga gab er dann im Mai 2022 gegen den FK Chimki. Insgesamt kam er in der Saison 2021/22 zu einem Erstligaeinsatz und 32 Zweitligaeinsätzen.
Zur Saison 2022/23 wurde er innerhalb der Premjer-Liga an Ural Jekaterinburg verliehen.

### Nationalmannschaft
Sungatulin spielte zwischen 2016 und 2018 26 Mal für russische Jugendnationalauswahlen.